# Věrchnije Kotly (stanice Moskevského centrálního okruhu)
Věrchnije Kotly (rusky Верхние Котлы) je stanice na Moskevském centrálním okruhu. Je pojmenována podle nedaleko položené bývalé vesnici.

## Charakter stanice
Stanice Věrchnije Kotly se nachází na hranici čtvrtí Nagornyj rajon (Нагорный район) a Donskoj rajon (Донской район) mezi rezidenční a průmyslovou oblastí. Je zde možný přestup na 700 metrů vzdálenou stanici Nagatinskaja na Serpuchovsko-Timirjazevské lince a dále na stejnojmennou zastávku na Pavěleckém směru Moskevské železnice, která by se v budoucnu měla stát součástí linky MCD-5.
Stanice má dvě boková nástupiště. Disponuje dvěma vestibuly z každé strany trati, které jsou spojené podchodem. Na stejnojmennou železniční zastávku na Pavěleckém směru Moskevské železnice se lze dostat přes jižní vestibul.